# Liste der Kulturdenkmäler in Sankt Johann (Rheinhessen)
In der Liste der Kulturdenkmäler in Sankt Johann sind alle Kulturdenkmäler der rheinland-pfälzischen Ortsgemeinde Sankt Johann aufgeführt. Grundlage ist die Denkmalliste des Landes Rheinland-Pfalz (Stand: 3. April 2024).

## Denkmalzonen
| Bezeichnung                  | Lage                                         | Baujahr                            | Beschreibung | Bild                           |
| ---------------------------- | -------------------------------------------- | ---------------------------------- | --- | ------------------------------ |
| Denkmalzone Hindenburgstraße | Hindenburgstraße 32–40 (gerade Nummern) Lage | zweite Hälfte des 19. Jahrhunderts | fünf repräsentative Hofanlagen mit Scheunenrand, zweite Hälfte des 19. Jahrhunderts | weitere Bilder Fotos hochladen |
| Denkmalzone Friedhof         | Friedhofstraße Lage                          | 1879                               | friedhof 1879 angelegt, mehrmals erweitert, originale Toranlage - Grabmal Familie Jakob Bäder IV († 1894): gotisierende Stele mit Zinnenbekrönung und Relief - Grabmal Peter Reiser († 1895): gotisierende Stele mit Zinnenbekrönung und Ädikularahmung - Grabmal Jakob Hofmann III († 1889): gotisierende Stele mit antikischer Giebelverdachung - Grabmal Philipp Weppler († 190x): gotisierende Stele mit Giebelverdachung, Relief mit sterbender Palme - Doppelgrabmal Friedrich Hofmann I († 1889): Stele mit reicher Bekrönung - Grabmal Familie Bernhard: stattliche Anlage mit Eisenzaun, dort besonders: Margaretha und Emma Bernhard († 1882 bzw. 1889): Säulen mit Draperie auf Cippus - Grabmal Familie Lauth (1896–1941): sieben aufgereihte, stattliche Obelisken - Grabmal Fritz Hofmann († 1911): architektonischer Aufbau mit eingestellter Urne, Kunststein | weitere Bilder Fotos hochladen |

## Einzeldenkmäler
| Bezeichnung             | Lage                           | Baujahr                   | Beschreibung | Bild                           |
| ----------------------- | ------------------------------ | ------------------------- | --- | ------------------------------ |
| Evangelisches Schulhaus | Alter Rathausplatz 5 Lage      | 1825                      | ehemaliges evangelisches Schulhaus; klassizistischer Putzbau, 1825, Architekt Peter Wetter, Mainz, Erweiterung 1884; platzbildprägend                                             | Fotos hochladen                |
| Hofanlage               | Hindenburgstraße 32 Lage       | Ende des 19. Jahrhunderts | Winzerhof; Vierseithof, Ende des 19. Jahrhunderts; gründerzeitlicher Klinkerbau, Walmdach, bezeichnet 1896, Architekt Johann Weis, Wöllstein                                      | Fotos hochladen                |
| Hofanlage               | Kirchplatz 2 Lage              | 18. und 19. Jahrhundert   | Hofanlage, 18. und 19. Jahrhundert; spätbarockes Fachwerkhaus, teilweise massiv, wohl gegen 1800                                                                                  | Fotos hochladen                |
| Hofanlage               | Kirchplatz 9 Lage              | 18. und 19. Jahrhundert   | Hofanlage, 18. und 19. Jahrhundert; barockes Fachwerkhaus, teilweise massiv, 1712/13, Umbauten bezeichnet 1770 und 1790                                                           | weitere Bilder Fotos hochladen |
| Wohnhaus                | Kirchplatz 11 Lage             | 1790                      | spätbarockes Fachwerkhaus, teilweise massiv, verputzt, bezeichnet 1790, im Kern wohl älter; Toranlage bezeichnet 1803; platzbildprägend                                           | Fotos hochladen                |
| Evangelische Kirche     | Kirchplatz 15 Lage             | um 1380                   | ehemalige Wallfahrtskirche St. Johannes der Täufer; spätgotische Pseudobasilika um 1380; bedeutende Wandmalereien um 1400                                                         | weitere Bilder Fotos hochladen |
| Hofanlage               | Marktstraße 3 Lage             | 18. und 19. Jahrhundert   | Dreiseithof, 18. und 19. Jahrhundert; barockes Wohnhaus, teilweise Fachwerk, wohl aus der Mitte des 18. Jahrhunderts; platzbildprägend                                            | Fotos hochladen                |
| Hofanlage               | Marktstraße 8 Lage             | 18. und 19. Jahrhundert   | Hakenhof, 18. und 19. Jahrhundert; im Kern wohl barockes Wohnhaus, bezeichnet 1846 (Umbau); platzbildprägend                                                                      | weitere Bilder Fotos hochladen |
| Hofanlage               | Neugasse 5 Lage                | 18. und 19. Jahrhundert   | Dreiseithof, 18. und 19. Jahrhundert; Wohnhaus mit Zierfachwerk, bezeichnet 1805, Scheune bezeichnet 1792, Toranlage bezeichnet 1790                                              | Fotos hochladen                |
| Hofanlage               | Obergasse 3 Lage               | 18. und 19. Jahrhundert   | Hofanlage, 18. und 19. Jahrhundert; im Kern barockes Fachwerkhaus, teilweise massiv, verputzt, Scheune bezeichnet 1758 und 1805; Torbogen                                         | Fotos hochladen                |
| Wohnhaus                | Obergasse 4 Lage               | 18. Jahrhundert           | im Kern barockes Fachwerkhaus, teilweise massiv, verputzt, wohl aus dem 18. Jahrhundert, Toranlage bezeichnet 1763                                                                | Fotos hochladen                |
| Hofanlage               | Obergasse 6 Lage               | 18. und 19. Jahrhundert   | Dreiseithof, 18. und 19. Jahrhundert; Fachwerkhaus, teilweise massiv, bezeichnet 1801, Scheune bezeichnet 1789 und 1763, Viehstall bezeichnet 1840 (?), Toranlage bezeichnet 1801 | weitere Bilder Fotos hochladen |
| Hofanlage               | Untergasse 3, Obergasse 8 Lage | 18. und 19. Jahrhundert   | Hofanlage, 18. und 19. Jahrhundert; Fachwerkhaus, teilweise massiv, um 1800, Scheunen bezeichnet 1820 und 1730, Ökonomie bezeichnet 1806                                          | weitere Bilder Fotos hochladen |